# Ochetomyrmex subpolitus
Ochetomyrmex subpolitus är en myrart som först beskrevs av Wheeler 1916.  Ochetomyrmex subpolitus ingår i släktet Ochetomyrmex och familjen myror. Inga underarter finns listade i Catalogue of Life.